# The House of Love
The House of Love es una agrupación británica de rock alternativo, formada en Londres en 1986 por el cantante y guitarrista Guy Chadwick y el guitarrista principal Terry Bickers.

## Historia
The House of Love alcanzó la fama en 1987 con su primer sencillo "Shine On", publicado por el sello independiente Creation. Al año siguiente la banda lanzó su álbum debut homónimo, aclamado por la crítica, y se forjó una reputación durante los años siguientes gracias a los lanzamientos posteriores, las giras constantes y el apoyo de la prensa de su país. La agrupación firmó un contrato discográfico con Fontana Records en 1989 y llegó al éxito comercial en 1990 con su segundo álbum homónimo, que alcanzó el número 8 en la lista de álbumes del Reino Unido. Su tercer álbum, Babe Rainbow, fue acogido favorablemente por la crítica en 1992 y también alcanzó el top 40 en el Reino Unido.
The House of Love son reconocidos por su detallado sonido psicodélico de guitarra y por otros sencillos como "Christine" y "Destroy the Heart". En los Estados Unidos, las canciones "I Don't Know Why I Love You", "Marble" y "You Don't Understand" también fueron populares en las emisoras de radio de rock alternativo, alcanzando respectivamente el número dos, el número cinco y el número nueve en la lista Billboard Modern Rock. La banda se disolvió en 1993. Tras un hiato de diez años, se reunió en 2003 con Bickers, quien había sido el guitarrista en sus dos primeros álbumes.

## Discografía

### Estudio
- The House of Love (1988)
- The Butterfly Album (1990)
- Babe Rainbow (1992)
- Audience with the Mind (1993)
- Days Run Away (2005)
- She Paints Words in Red (2013)

### En vivo
- Live at the Lexington (2014)

### Recopilatorios
- The House of Love (1987)
- A Spy in the House of Love (1990)
- Best of The House of Love (1998)
- The John Peel Sessions 88–89 (2000)
- 1986–88 The Creation Recordings (2001)
- The Fontana Years (2004)
- Live at the BBC (2009)